# كيم جي هون (ممثل مواليد 2000)
كيم جي هون (هانغل: 김지훈) ممثل كوري جنوبي ولد في 9 يناير 2000 في دايجو، كوريا الجنوبية بدأ مشواره الفني عام 2007 .

## روابط خارجية
- Kim Ji-hoon في هانسينما
- Kim Ji-hoon at داوم (شركة) (بالكورية)